# Drenje (Raša)
Drenje is een plaats in de gemeente Raša in de Kroatische provincie Istrië. De plaats telt 41 inwoners (2001).